# Nozologia
Nozologia (gr. νόσος, nosos, „choroba” + λόγος, logos, „nauka”) – dziedzina wiedzy medycznej, zajmująca się podziałem (klasyfikacją) chorób i ich opisem. Główny podział klasyfikacji chorób opiera się na ich etiologii, patogenezie oraz objawach chorobowych.